# 米切尔·萨龙
米切尔·萨龙（英語：Mitchell Saron，2000年12月6日—），美国男子击剑运动员，2018年世界青年击剑锦标赛男子佩剑团体铜牌得主、2019年世界青年击剑锦标赛男子佩剑个人和男子佩剑团体铜牌得主、2023年世界击剑锦标赛男子佩剑团体铜牌得主。